# Ermenrod
Ermenrod ist ein Ortsteil der Gemeinde Feldatal im mittelhessischen Vogelsbergkreis. Der Ort liegt am Vogelsberg im Naturpark „Hoher Vogelsberg“. Im Ort treffen sich die Landesstraße 3071 und die Bundesstraße 49.

## Ortsgeschichte

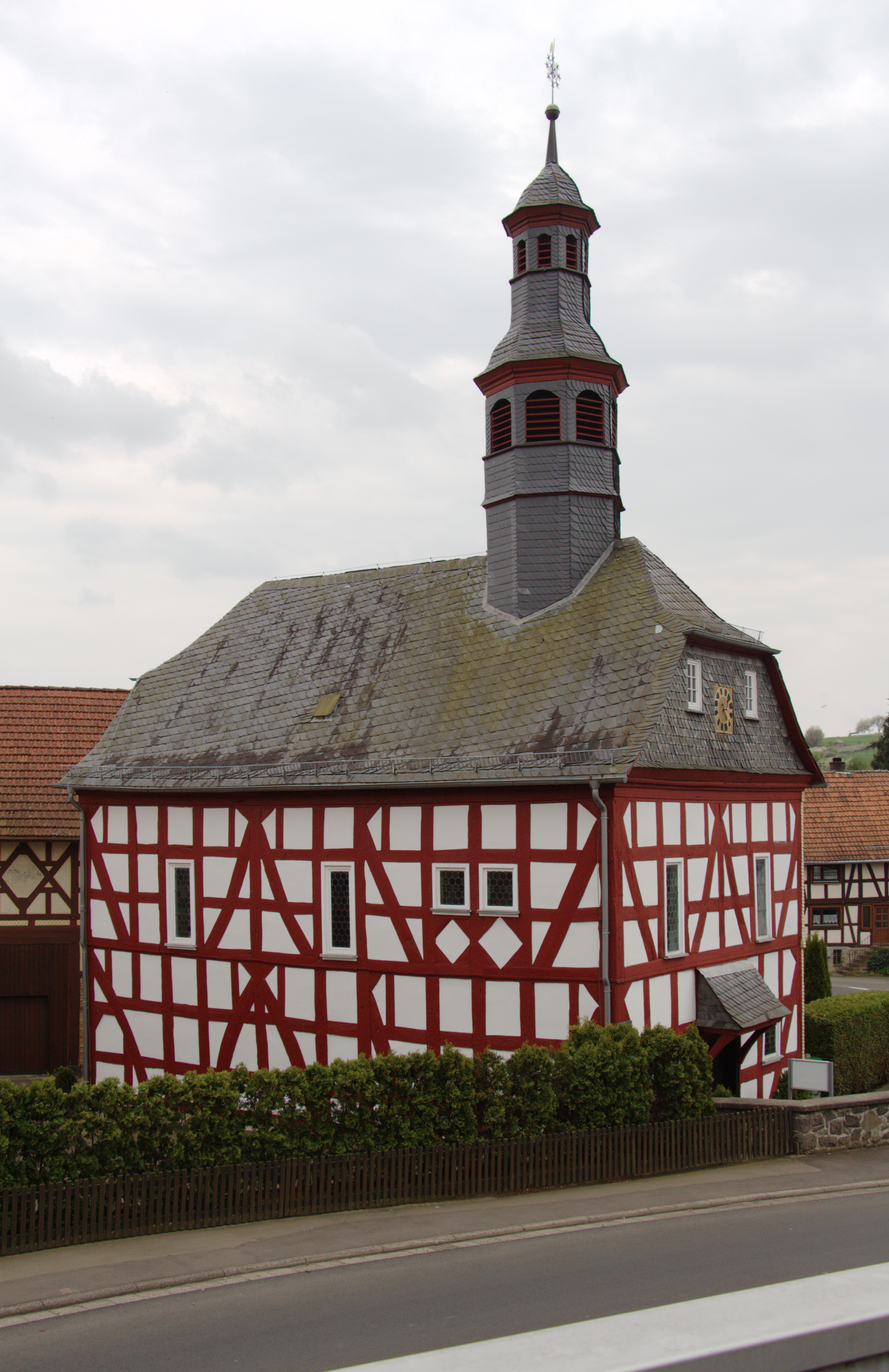
Evangelische Kirche in Ermenrod

### Mittelalter
Der auf -rod endende Ortsname lässt nicht automatisch auf eine Gründung zwischen 800 und 1000 n. Chr. schließen. Eine Gründung am Ende Rodungszeit ist wahrscheinlicher.
Die Ersterwähnung datiert um das Jahr 1300: „... Sedes in Ufleyden ..., it. Irmenrade ...“ (Niederlassungen in Ofleiden, ebenso in Ermenrod.) Diese Ersterwähnung wurde in einem Kopiar aus der Zeit zwischen 1400 und 1425 überliefert. 1382 wird „... eyn gut czu Ermerode ...“ genannt.
Der Ortsname enthält den Rufnamen Ermo oder Irmo. Das Grundwort „-rade“ verweist ins 13., eher 14. Jahrhundert.
Am 24. Januar 1354 bekannten Godebrecht von Ermenrod und seine Frau Pauline, dass ihnen von Graf Johann von Nassau-Hadamar der Ort Ellar und das zugehörige Amt Ellar mit allen Orten übertragen wurde.
In der Gemarkung Ermenrod findet sich der Schmitthof. Dort gab es früher eine Waldschmiede. Landgraf Wilhelm III. bestätigte am 15. Dezember 1495, dass der frühere Rentmeister von Romrod, Christian von Büdingen das „Smit-Gutgen“ an den Waldschmied Hermann Schütz zu Ermenrod verliehen hat. Dafür musste dieser jedes Jahr an Martinstag 4 Turnosen Frankfurter Währung nach Romrod liefern.
Erwähnt wird der Hof auch in einem Salbuch 1582: „... Schmitthof bey Ermenrodtt“. Das „Smitgutgen“ war vorher „zu woisten orten gebrucht“ worden. Der Schmitthof war also vorher eine Wüstung gewesen.

### Neuzeit
1776 wurde, an der Stelle der Vorgängerkirchen, die heute unter Denkmalschutz stehende evangelische Fachwerkkirche, Martin-Luther-Kirche genannt, erbaut. Sie steht direkt an der Bundesstraße.
Im Mittelalter gehörte der Ort zu Grafschaft Ziegenhain. 1450 starb der letzte Graf von Ziegenhain und Nidda Kinderlos. Nach einer Vereinbarung mit den Landgrafen von Hessen fiel in diesem Fall das Erbe an die Landgrafschaft Hessen. Aber erst 1495 konnte ein Erbstreit mit den Grafen von Hohenlohe beigelegt werden, indem die hessischen Landgrafen die Hohenloher mit 9000 Gulden für die beiden Grafschaften abfanden.
Die Statistisch-topographisch-historische Beschreibung des Großherzogthums Hessen berichtet 1830 über Ermenrod:

„Ermenrod (L. Bez. Kirtorf) evangel. Pfarrdorf, liegt 3 1⁄2 St. von Kirtorf an der von Giessen nach Alsfeld ziehenden Chaussee, hat 71 Häuser, 354 Einw., die außer 1 Kath. evangelisch sind, 1 Kirche, 2 Mahl- und Oelmühlen, 1 Hof und einen Basaltsteinbruch. Die Einwohner beschäftigen sich vorzüglich mit Spinnerei und Leineweberei. – Der Ort, der früher unter dem Namen Jrmenrade vorkommt, gehörte zum Kirchengebiete von Oberofleiden.“

In Ortsnähe steht die Herrenmühle, die heute noch in Betrieb ist.
Hessische Gebietsreform (1970–1977)
Am 31. Dezember 1971 wurden im Zuge der Gebietsreform in Hessen die bis dahin selbstständigen Gemeinden Ermenrod, Groß-Felda, Kestrich, Köddingen, Stumpertenrod, Windhausen und Zeilbach zur neuen Großgemeinde Feldatal zusammengeschlossen.

### Verwaltungsgeschichte im Überblick
Die folgende Liste zeigt die Staaten und Verwaltungseinheiten, denen Ermenrod angehört(e):
- vor 1450: Heiliges Römisches Reich, Grafschaft Ziegenhain
- ab 1450: Heiliges Römisches Reich, Landgrafschaft Hessen, Amt Burggemünden
- ab 1567: Heiliges Römisches Reich, Landgrafschaft Hessen-Marburg, Amt Burggemünden[17]
- 1604–1648: Heiliges Römisches Reich, strittig zwischen Landgrafschaft Hessen-Darmstadt und Landgrafschaft Hessen-Kassel, Amt Burggemünden (Hessenkrieg)
- ab 1604: Heiliges Römisches Reich, Landgrafschaft Hessen-Darmstadt, Oberfürstentum Hessen, Amt Burggemünden[18]
- ab 1806: Großherzogtum Hessen,[Anm. 2] Fürstentum Oberhessen, Amt Burggemünden[19][20]
- ab 1815: Großherzogtum Hessen, Provinz Oberhessen, Amt Homberg an der Ohm[21]
- ab 1821: Großherzogtum Hessen, Provinz Oberhessen, Landratsbezirk Kirtorf[22][Anm. 3]
- ab 1832: Großherzogtum Hessen, Provinz Oberhessen, Kreis Grünberg
- ab 1848: Großherzogtum Hessen, Regierungsbezirk Gießen
- ab 1852: Großherzogtum Hessen, Provinz Oberhessen, Kreis Grünberg
- ab 1867: Norddeutscher Bund,[Anm. 4] Großherzogtum Hessen, Provinz Oberhessen, Kreis Grünberg
- ab 1871: Deutsches Reich, Großherzogtum Hessen, Provinz Oberhessen, Kreis Grünberg
- ab 1874: Deutsches Reich, Großherzogtum Hessen, Provinz Oberhessen, Kreis Alsfeld
- ab 1918: Deutsches Reich (Weimarer Republik), Volksstaat Hessen, Provinz Oberhessen, Kreis Alsfeld
- ab 1938: Deutsches Reich, Volksstaat Hessen, Landkreis Alsfeld[23][Anm. 5]
- ab 1945: Amerikanische Besatzungszone,[Anm. 6] Groß-Hessen, Regierungsbezirk Darmstadt, Landkreis Alsfeld
- ab 1946: Amerikanische Besatzungszone, Hessen, Regierungsbezirk Darmstadt, Landkreis Alsfeld
- ab 1949: Bundesrepublik Deutschland, Hessen, Regierungsbezirk Darmstadt, Landkreis Alsfeld
- ab 1972: Bundesrepublik Deutschland, Hessen, Regierungsbezirk Darmstadt, Vogelsbergkreis, Gemeinde Feldatal
- ab 1981: Bundesrepublik Deutschland, Hessen, Regierungsbezirk Gießen, Vogelsbergkreis, Gemeinde Feldatal

### Gerichtszugehörigkeit seit 1803
In der Landgrafschaft Hessen-Darmstadt wurde mit Ausführungsverordnung vom 9. Dezember 1803 das Gerichtswesen neu organisiert. Für die Provinz Oberhessen wurde das Hofgericht Gießen als Gericht der zweiten Instanz eingerichtet. Die Rechtsprechung der ersten Instanz wurde durch die Ämter bzw. Standesherren vorgenommen und somit war für Ermenrod das „Amt Homberg an der Ohm“ zuständig. Nach der Gründung des Großherzogtums Hessen 1806 wurden die Aufgaben der ersten Instanz 1821 im Rahmen der Trennung von Rechtsprechung und Verwaltung auf die neu geschaffenen Landgerichte übertragen. „Landgericht Homberg an der Ohm“ war daher von 1821 bis 1831 die Bezeichnung für das erstinstanzliche Gericht in Homberg an der Ohm, das für Ermenrod zuständig war. 1831 wurde die Gemeinde Ermenrod zum Gerichtsbezirk des Landgerichts Grünberg abgetreten.
Anlässlich der Einführung des Gerichtsverfassungsgesetzes mit Wirkung vom 1. Oktober 1879, infolge derer die bisherigen großherzoglichen Landgerichte durch Amtsgerichte an gleicher Stelle ersetzt wurden, während die neu geschaffenen Landgerichte nun als Obergerichte fungierten, kam es zur Umbenennung in „Amtsgericht Grünberg“ und Zuteilung zum Bezirk des Landgerichts Gießen. Mit Wirkung vom 1. Januar 1882 wurde Ermenrod dem Amtsgericht Alsfeld zugeteilt.

## Bevölkerung

### Einwohnerstruktur 2011
Nach den Erhebungen des Zensus 2011 lebten am Stichtag dem 9. Mai 2011 in Ermenrod 282 Einwohner. Darunter waren 6 (2,1 %) Ausländer. Nach dem Lebensalter waren 48 Einwohner unter 18 Jahren, 114 zwischen 18 und 49, 60 zwischen 50 und 64 und 60 Einwohner waren älter. Die Einwohner lebten in 120 Haushalten. Davon waren 36 Singlehaushalte, 33 Paare ohne Kinder und 36 Paare mit Kindern, sowie 12 Alleinerziehende und 3 Wohngemeinschaften. In 21 Haushalten lebten ausschließlich Senioren und in 75 Haushaltungen lebten keine Senioren.

### Einwohnerentwicklung
| • 1791: | 353 Einwohner                      |
| • 1800: | 362 Einwohner                      |
| • 1806: | 358 Einwohner, 71 Häuser           |
| • 1829: | 354 Einwohner, 71 Häuser           |
| • 1867: | 387 Einwohner, 71 bewohnte Gebäude |
| • 1875: | 393 Einwohner, 72 bewohnte Gebäude |

| Ermenrod: Einwohnerzahlen von 1791 bis 2016 | Ermenrod: Einwohnerzahlen von 1791 bis 2016 | Ermenrod: Einwohnerzahlen von 1791 bis 2016 | Ermenrod: Einwohnerzahlen von 1791 bis 2016 | Ermenrod: Einwohnerzahlen von 1791 bis 2016 |
| --- | ------------------------------------------- | ------------------------------------------- | ------------------------------------------- | ------------------------------------------- |
| Jahr |                                             |                                             |                                             | Einwohner                                   |
| 1791 | 1791                                        |                                             | 353                                         | 353                                         |
| 1800 | 1800                                        |                                             | 362                                         | 362                                         |
| 1806 | 1806                                        |                                             | 358                                         | 358                                         |
| 1829 | 1829                                        |                                             | 354                                         | 354                                         |
| 1834 | 1834                                        |                                             | 358                                         | 358                                         |
| 1840 | 1840                                        |                                             | 370                                         | 370                                         |
| 1846 | 1846                                        |                                             | 446                                         | 446                                         |
| 1852 | 1852                                        |                                             | 380                                         | 380                                         |
| 1858 | 1858                                        |                                             | 381                                         | 381                                         |
| 1864 | 1864                                        |                                             | 379                                         | 379                                         |
| 1871 | 1871                                        |                                             | 404                                         | 404                                         |
| 1875 | 1875                                        |                                             | 393                                         | 393                                         |
| 1885 | 1885                                        |                                             | 364                                         | 364                                         |
| 1895 | 1895                                        |                                             | 374                                         | 374                                         |
| 1905 | 1905                                        |                                             | 359                                         | 359                                         |
| 1910 | 1910                                        |                                             | 353                                         | 353                                         |
| 1925 | 1925                                        |                                             | 346                                         | 346                                         |
| 1939 | 1939                                        |                                             | 350                                         | 350                                         |
| 1946 | 1946                                        |                                             | 526                                         | 526                                         |
| 1950 | 1950                                        |                                             | 476                                         | 476                                         |
| 1956 | 1956                                        |                                             | 369                                         | 369                                         |
| 1961 | 1961                                        |                                             | 346                                         | 346                                         |
| 1967 | 1967                                        |                                             | 343                                         | 343                                         |
| 1970 | 1970                                        |                                             | 306                                         | 306                                         |
| 1980 | 1980                                        |                                             | ?                                           | ?                                           |
| 1990 | 1990                                        |                                             | ?                                           | ?                                           |
| 2011 | 2011                                        |                                             | 282                                         | 282                                         |
| 2013 | 2013                                        |                                             | 284                                         | 284                                         |
| 2016 | 2016                                        |                                             | 268                                         | 268                                         |
| Datenquelle: Historisches Gemeindeverzeichnis für Hessen: Die Bevölkerung der Gemeinden 1834 bis 1967. Wiesbaden: Hessisches Statistisches Landesamt, 1968. Weitere Quellen: ; Zensus 2011 |                                             |                                             |                                             |                                             |

### Historische Religionszugehörigkeit
| • 1829: | 353 evangelische, ein katholischer Einwohner                       |
| • 1961: | 306 evangelische (= 88,44 %), 37 katholische (= 10,69 %) Einwohner |